# Urșița
Urșița – wieś w Rumunii, w okręgu Jassy, w gminie Mironeasa. W 2011 roku liczyła 683 mieszkańców.